# Incertae sedis

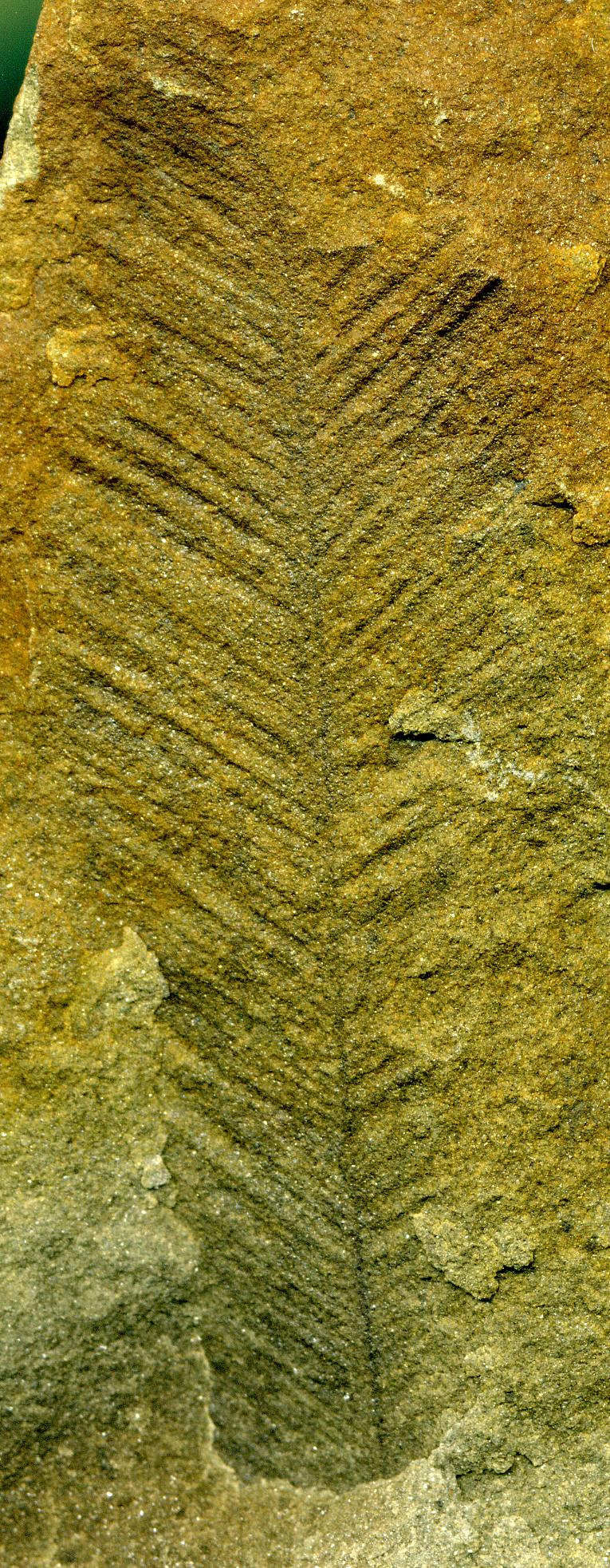
Plumalina plumaria Hall, 1858 (cao 6,3 cm) Thượng Devon ở miền tây bang New York, Hoa Kỳ. Người ta thường gán sinh vật này như là một dạng thủy tức tập đoàn (ngành Cnidaria, lớp Hydrozoa) hoặc một dạng san hô sừng (ngành Cnidaria, lớp Anthozoa, bộ Gorgonaria), nhưng có lẽ an toàn nhất là gán nó ở vị trí incertae sedis.

Incertae sedis nghĩa là "vị trí không chắc chắn" — là một thuật ngữ được sử dụng để xác định vị trí của một nhóm đơn vị phân loại khi các mối quan hệ rộng lớn hơn của nó là không rõ hay không chắc chắn. Nói cách khác, những nhóm như vậy thường được nói tới như là các "đơn vị phân loại bí ẩn". Trong hệ thống danh pháp mở, sự không chắc chắn ở các bậc phân loại cụ thể được chỉ ra bằng incertae familiae (họ không chắc chắn), incerti subordinis (phân bộ không chắc chắn), incerti ordinis (bộ không chắc chắn) v. v..

## Ví dụ
Phân loại loài người nói chung được công nhận như sau:
- Vực Eukaryota – cùng tất cả các sinh vật khác có nhân.
  - Giới Animalia – cùng tất cả các động vật khác.
    - Ngành Chordata – cùng tất cả các động vật có dây sống khác
      - Lớp Mammalia – cùng tất cả các động vật có vú khác.
        - Bộ Primates – cùng tất cả các loài động vật linh trưởng khác
          - Họ Hominidae – cùng tất cả các loài khỉ dạng người khác
            - Phân họ Homininae - cùng gôrila và tinh tinh
              - Tông Hominini – cùng tinh tinh
                - Phân tông Hominina - cùng Australopithecus và người tiền sử
                  - Chi Homo - cùng Homo erectus và các loại người tiền sử khác
                    - Loài H. sapiens – người

Nếu người hiện đại được coi là mới phát hiện ra hay được coi là điều bí ẩn trong phân loại học thì phải được đặt ở mức độ incertae sedis. Ví dụ, nếu người ta không chắc chắn là chi Homo có quan hệ như thế nào với các thành viên khác của họ Hominidae, thì danh sách các loài khỉ dạng người lớn phải như sau:
- Giới Animalia
  - Ngành Chordata
    - Lớp Mammalia
      - Bộ Primates
        - Họ Hominidae
          - Chi Homo (incertae sedis)
          - Phân họ Ponginae – vượn người
          - Phân họ Homininae - gôrila và tinh tinh

Tương tự, nếu người được coi là linh trưởng, nhưng các mối quan hệ khác là không rõ ràng thì phân loại của nhóm linh trưởng sẽ tương tự như sau:
- Giới Animalia
  - Ngành Chordata
    - Lớp Mammalia
      - Bộ Primates
        - Chi Homo (incertae sedis)
        - Họ Cercopithecidae – khỉ Cựu thế giới
        - Họ Hominidae – khỉ dạng người
        - Họ Lemuridae – vượn cáo
        - v.v.

## Lý do để coi làincertae sedis

### Không đưa vào phân tích
Nếu phân tích phát sinh chủng loài chính thức được thực hiện mà không đưa vào một nhóm đơn vị phân loại nào đó, các tác giả có thể lựa chọn việc gán nhãn incertae sedis cho đơn vị phân loại đó mà không cần phải dự đoán về vị trí của nó ở đâu trong cây phát sinh chủng loài. Điều này đặc biệt phổ biến khi phát sinh chủng loài phân tử được sinh ra khi các mô của nhiều sinh vật hiếm là rất khó để có được. Nó cũng là kịch bản phổ biến khi các đơn vị phân loại hóa thạch được đưa vào do nhiều hóa thạch được xác định chỉ dựa trên các thông tin không toàn diện. Ví dụ, nếu phát sinh chủng loài được xây dựng trên cơ sở sử dụng các mô mềm và cột sống như là các đặc trưng cơ bản và đơn vị phân loại đang nghiên cứu chỉ được biết đến nhờ một chiếc răng thì điều cần thiết là gán nhãn incertae sedis cho đơn vị phân loại đó.

### Mâu thuẫn
Nếu các kết quả mâu thuẫn tồn tại hay nếu không có sự đồng thuận giữa các nhà nghiên cứu về việc đơn vị phân loại đó có quan hệ như thế nào với các sinh vật khác thì nó cũng có thể bị liệt kê như là incertae sedis cho đến khi các mâu thuẫn được giải quyết.

### Đơn vị phân loại cơ sở
Có xu hướng đang gia tăng trong số các nhà phân loại học về việc đặt các đơn vị phân loại cơ sở trong nhánh chứa các tổ tiên của chúng, nhưng kiềm chế để không gán cho nó bất kỳ cấp bậc phân loại cụ thể nào. Ví dụ, tổ tiên của mọi loài linh trưởng cũng có thể đặt trong bộ Linh trưởng (Primates), nhưng không thể và không nên đặt trong bất kỳ họ nào. Việc đặt nó trong một họ cụ thể nào đó (chẳng hạn họ Lemuridae) có thể làm người đọc cho rằng nó có quan hệ họ hàng gần gũi với các thành viên của họ đó (vượn cáo) hơn là so với các loài linh trưởng còn lại, trong khi trên thực tế nó có quan hệ bình đẳng với tất cả các loài linh trưởng.